# Indicatif régional 928

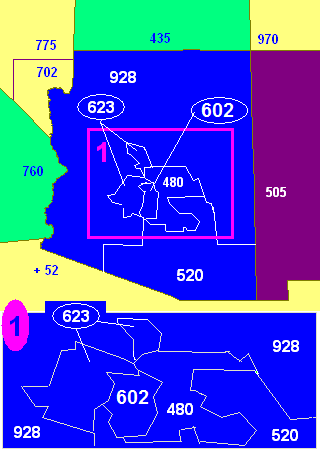
Carte de l'État de l'Arizona avec ses indicatifs régionaux

L'indicatif régional 928 est l'indicatif téléphonique régional qui dessert la majorité du territoire de  l'État de l'Arizona aux États-Unis, à l'exception de la région métropolitaine de Phoenix et du sud-est de l'État.
Le Grand Canyon se trouve dans la région desservie par cet indicatif.
L'indicatif régional 928 fait partie du plan de numérotation nord-américain.

## Principales villes desservies par cet indicatif régional
- Flagstaff
- Lake Havasu City
- Kingman
- Prescott
- Wickenburg
- Yuma
- Peoria incluant le Lake Pleasant Regional Park
- Les villes du comté de Greenlee

La portion de la Nation navajo située en Arizona est desservie par cet indicatif.